# Iasenivka, Iarmolînți
Iasenivka (în ucraineană Ясенівка) este o comună în raionul Iarmolînți, regiunea Hmelnîțkîi, Ucraina, formată numai din satul de reședință.

## Demografie
Componența lingvistică a comunei Iasenivka
     Ucraineană (99,28%)
     Alte limbi (0,6%)
Conform recensământului din 2001, majoritatea populației comunei Iasenivka era vorbitoare de ucraineană (99,28%), existând în minoritate și vorbitori de alte limbi.